# Espectroscòpia de fotoelectrons emesos per raigs X

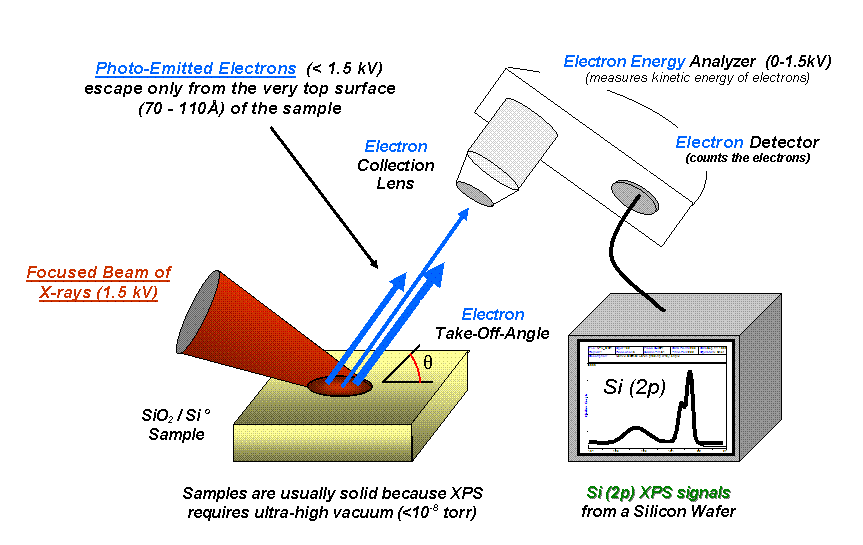
Components bàsics d'un sistema XPS monocromàtic.

L'espectroscòpia de fotoelectrons emesos per Raigs X (XPS) és una Espectroscòpia semi-quantitativa i de baixa resolució espacial que habitualment s'utilitza per estimar l'estequiometria (amb un error del 10% aproximadament), estat químic i l'estructura electrònica dels elements que hi ha en un material. Els espectres XPS són obtinguts quan una mostra és irradiada per raigs X (habitualment l'ànode potser d'Al o Mg) mentre es mesura l'energia cinètica i el nombre d'electrons que escapen de la superfície del material analitzat.
Per a una mesura de XPS calen condicions d'ultraalt buit pel fet que a pressions majors la taxa dadsorció de contaminació sobre la mostra pot ser de l'ordre de diverses monocapes atòmiques per segon, impedint la mesurament de la superfície que realment es vol analitzar.